# Véronnes
Véronnes település Franciaországban, Côte-d’Or megyében. Lakosainak száma 402 fő (2022. január 1.). Véronnes Selongey, Lux, Bourberain, Chazeuil, Orville és Til-Châtel községekkel határos.

## Népesség
A település népessége az elmúlt években az alábbi módon változott:
| Lakosok száma | 229  | 295  | 316  | 362  | 395  | 394  | 396  | 399  | 396  | 402  |
|               | 1968 | 1982 | 1990 | 2006 | 2013 | 2015 | 2017 | 2019 | 2020 | 2022 |